# 伯罗奔尼撒

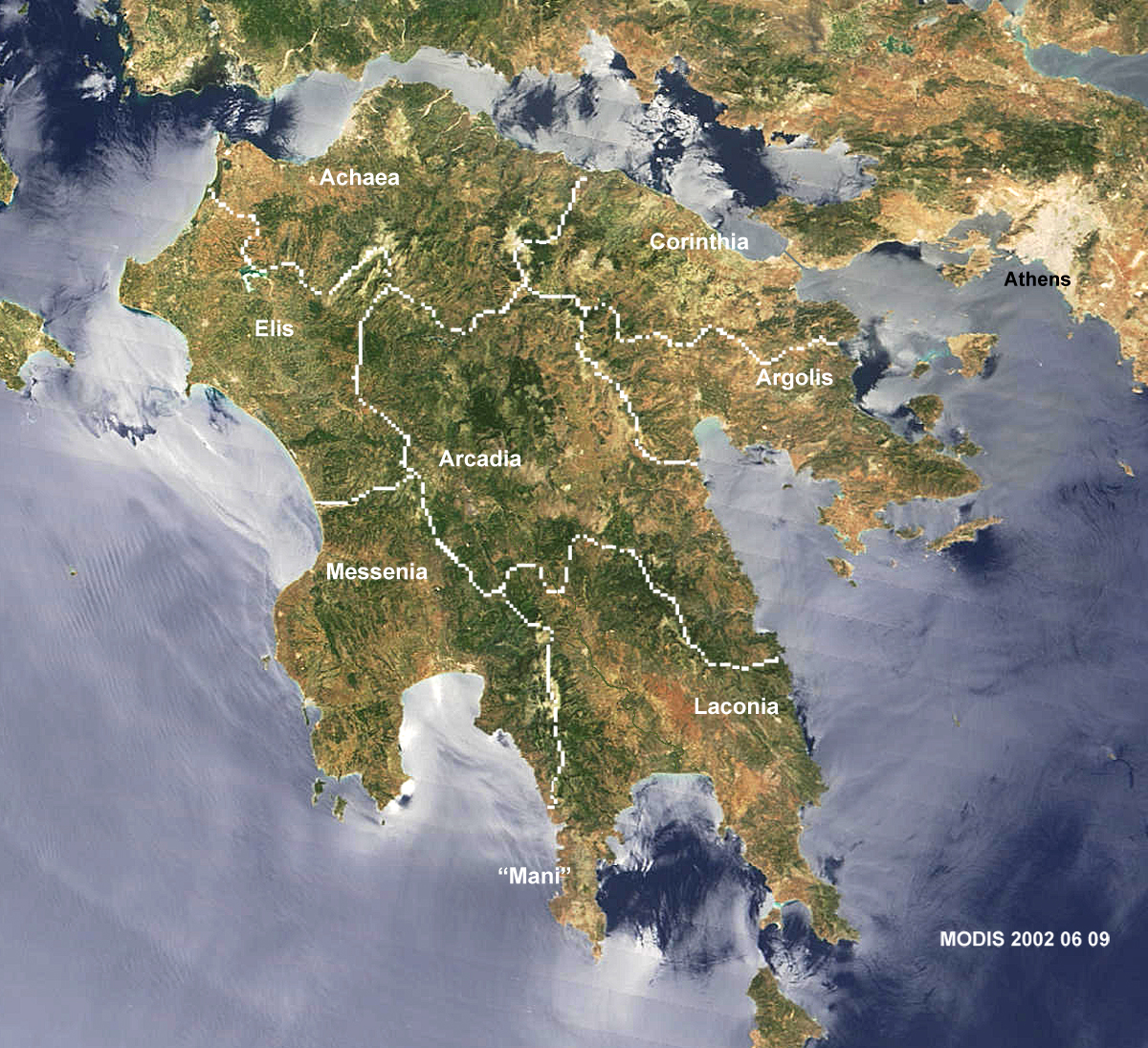
半島上现今专区区划

伯罗奔尼撒（羅馬化：Pelopónnēsos）是希腊南部的一个半岛及地理区域。行政區劃而言，半島東南部是伯罗奔尼撒大区，西北部是西希腊大区。面积21,439平方公里，人口996,106人（2021年）。

## 地理

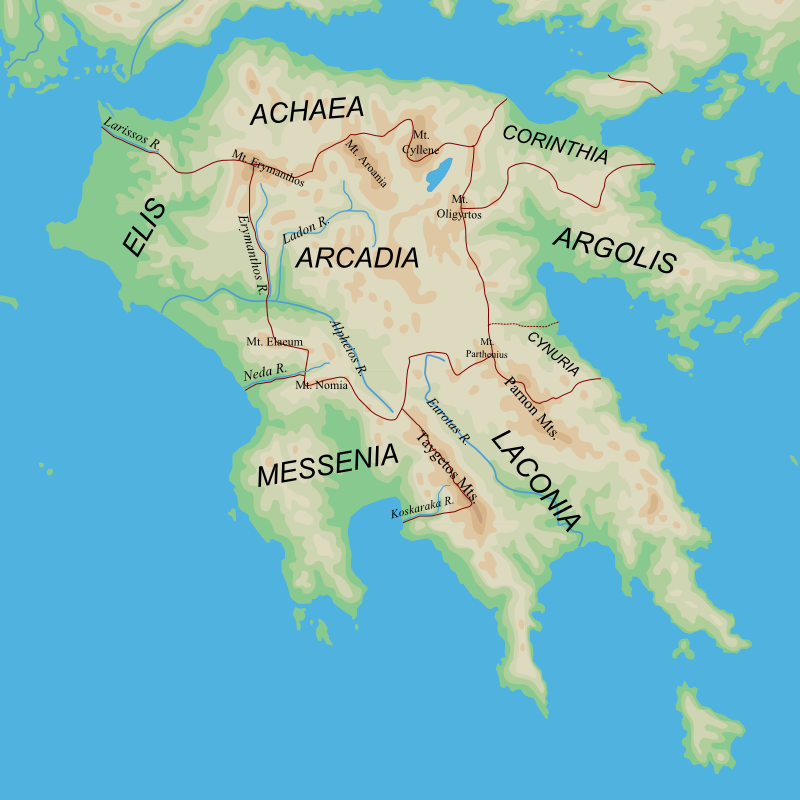
伯羅奔尼撒傳統分區

伯羅奔尼撒半島位於希臘以及整個巴爾幹半島的最南端，與希臘本土隔著科林斯灣，僅東北部以科林斯地峽相連。伯羅奔尼撒半島本身包含三個向南延伸的半島：麥西尼亞半島、馬尼半島以及马莱阿斯角半島。傳統上伯羅奔尼撒可分為七個區域：阿哈伊亞、伊利亞、科林西亞、阿卡迪亞、阿爾戈利斯、麥西尼亞以及拉科尼亞。

## 歷史
伯罗奔尼撒半岛在希腊历史上扮演者重要的角色，早在史前的爱琴文明时期，传说中的亚该亚人就在岛上建立了政权，可能对应于考古学发掘的迈锡尼文明。其后，在古希腊时期，伯罗奔尼撒诸城邦作为主要角色参与了希波战争和伯罗奔尼撒战争，塑造了古希腊历史的进程。位于伯罗奔尼撒的城邦有科林斯、阿尔戈斯、斯巴达等等。后来它被罗马帝国、法兰克人 、拜占庭帝国、和土耳其人分别占领和统治。在希腊独立战争中，它再次站上历史舞台，起义从这个岛上爆发并蔓延，最后在半岛西部的纳瓦里诺港进行了决定战局的纳瓦里诺海战，奠立了希腊独立的基础。在两次世界大战中，伯罗奔尼撒半岛经受了许多战乱，二战時意大利王國佔領了此地區，加上戰後雅典市開始發展迅速，使得该地区的经济相对希腊其它地区显得较为落后。今天，伯罗奔尼撒以它丰富的历史遗迹以及传统风俗成为了一个旅游的热点。

## 伸延閱讀
- Bées, N. A.; Savvides, A. . Bosworth, C. E.; van Donzel, E.; Heinrichs, W. P.; Pellat, Ch.  (编). . Leiden: E. J. Brill: 236–241. 1993. ISBN 978-90-04-09419-2.
- Birken, Andreas. . Beihefte zum Tübinger Atlas des Vorderen Orients 13. Reichert. 1976. ISBN 9783920153568 （德语）.
- Fine, John V. A. Jr. . Ann Arbor, Michigan: University of Michigan Press. 1991 [1983]. ISBN 0-472-08149-7 （英语）.
- 亚历山大·卡日丹 (编). . 牛津: 牛津大学出版社. 1991. ISBN 0-19-504652-8.
- Miller, W. (1964). The Latins in the Levant: A history of Frankish Greece (1204-1566). Cambridge: Speculum Historiale.
- Obolensky, Dimitri. . Praeger Publishers. 1971.
- Florin Curta. . Edinburgh University Press. 2011. ISBN 9780748638093.
- Setton, Kenneth. . Philadelphia: American Philosophical Society. 1976. ISBN 0-87169-114-0. OCLC 2698253.

## 外部連結
- Britannica.com （页面存档备份，存于）